# 圣玛格丽特德维耶特
圣玛格丽特-德维耶特（法語：Sainte-Marguerite-de-Viette，法語發音：[sɛ̃t maʁɡəʁit də vjɛt] ⓘ）是法国卡尔瓦多斯省的一个旧市镇，属于利雪区。2017年，圣玛格丽特-德维耶特与临近的12个市镇合并为新市镇欧日地区圣皮埃尔。

## 地理
圣玛格丽特-德维耶特（49°0'47"N, 0°5'23"E）面积7.72 平方千米，位于法国诺曼底大区卡爾瓦多斯省，该省份为法国西北部沿海省份，北濒大西洋英吉利海峡，东北与滨海塞纳省以海上边界相接，东临厄尔省，南至奧恩省，西与芒什省接壤。
与圣玛格丽特-德维耶特接壤的市镇（或旧市镇、城区）包括：布瓦塞、欧日地区卡斯蒂永、米图瓦、蒙维耶特、欧日地区圣乔治、圣马丹-迪梅尼勒乌里、圣米歇尔德利韦。
圣玛格丽特-德维耶特的时区为UTC+01:00、UTC+02:00（夏令时）。

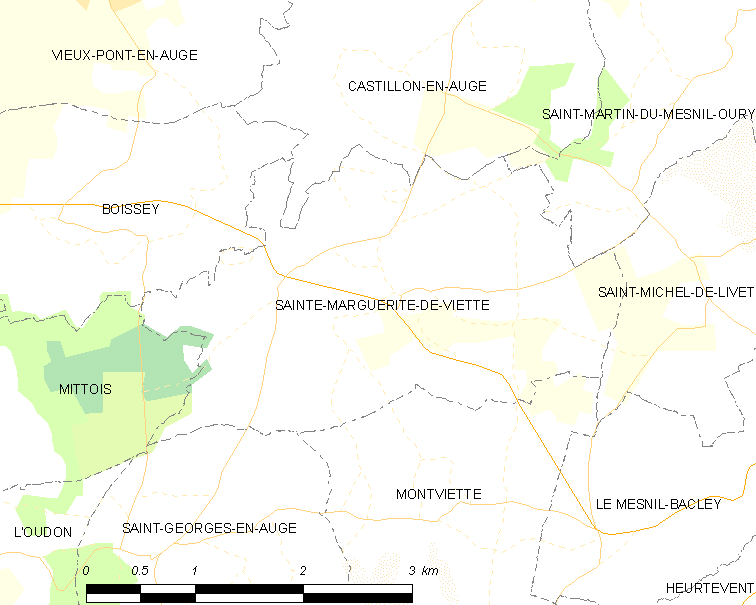
圣玛格丽特-德维耶特的OSM定位图

## 行政
圣玛格丽特-德维耶特的邮政编码为14140，INSEE市镇编码为14616。

## 政治
圣玛格丽特-德维耶特所属的省级选区为利瓦罗派多日县。

## 人口

1962-2008年间圣玛格丽特-德维耶特人口变化图示

圣玛格丽特-德维耶特于2018年1月1日时的人口数量为343人。